# Robert Kilen
Robert Kilen (ur. 28 kwietnia 1970 w Warszawie) – dziennikarz radiowy, telewizyjny i prasowy, pisarz.

## Życiorys
Pracę dziennikarza muzycznego zaczął od miesięcznika Rock’N’Roll, był wtedy studentem dziennikarstwa na Uniwersytecie Warszawskim.
Następnie na wiele lat związał się Radiem Wawa, w którym pracował od początku istnienia stacji, prowadził wiele audycji od amerykańskiej listy przebojów The Z-Rock 50 przez Kilen Zone, 3 po 3 aż do programu Wielka płyta. Od 2000 do 2016 wraz z żoną Moniką Tarką poranne pasmo, które na przestrzeni lat zmieniało nazwę: Poranny Express, Przebojowe małżeństwo, ostatnia nazwa to Z parą od rana. Był też szefem DJ-ów i szefem newsroomu. Z Radia Wawa odszedł wraz z żoną pod koniec marca 2016. Od maja 2016 roku do końca czerwca 2019 był dziennikarzem Jedynki Polskiego Radia. Wspólnie z żoną prowadził autorski codzienny poranny program Podwójne espresso, a także autorskie, wyjazdowe, sobotnie (od 9:00 do 12:00) audycje podróżnicze Jedyne takie miejsce. Był też przez trzy lata związany z Latem z radiem. W 2016 i 2017 roku był gospodarzem koncertów plenerowych Lata z radiem, a także weekendowych audycji Lata z radiem. W 2018 roku był współgospodarzem antenowego Lata z radiem. Jest też pomysłodawcą trasy reporterskiej Lata z radiem realizowanej na antenie w 2018 i 2019 roku.   
Dziennikarz związany był także z telewizją. Pod koniec lat 90. pracował w telewizjach muzycznych Atomic TV i MTV Polska. Był pierwszym prezenterem polskiej wersji najbardziej znanej na świecie muzycznej stacji - MTV.
Potem wraz z żoną współpracował z Pytaniem na śniadanie w TVP2. W 2014 roku wraz z Moniką Tarką-Kilen byli gospodarzami i współtwórcami programu Para daje radę w Fokus TV. Był to na początku codzienny, a potem weekendowy program lifestylowy. W sumie powstało 56 odcinków. Dziennikarz pisze też od kilku lat felietony o tematyce motoryzacyjnej, a w czerwcu 2019 roku uruchomił na YouTube autorski kanał Kilen TV, na którym zamieszcza talk show z gwiazdami i testy samochodów.
W 2014 roku Robert Kilen debiutował jako pisarz. W wydawnictwie Bellona wydał książkę przygodowo-sensacyjną pt. Krew Illapa. Jego druga powieść sensacyjna zatytułowana Czart, opisująca kolejną sprawę prowadzoną przez pracującego na zlecenie ABW Maksa Kellera, ukazała się pod koniec 2019 roku. Trzecią powieść pt. "Ogień jeziora" wydał w 2021 roku w Oficynie 4eM. To kolejny thriller i tajemnica, tym razem Wikingów, groźny przestępca i tropy, które prowadzą agentów ABW do zaskakującej historii związanej z pierwszymi polskimi władcami i potężnymi wojownikami z przeszłości. Trzy pierwsze książki to seria z Maksem Kellerem w roli głównej. W 2022 roku ukazała się nakładem wydawnictwa Harde powieść "10 PLAG. Mówią na nią Furia" - pierwsza część sensacyjno-kryminalnej serii z bohaterką - dziennikarką Anną Krolen pseudonim "Furia". Kolejne książki w przygotowaniu.    
Prywatnie Robert Kilen jest mężem dziennikarki Moniki Tarki-Kilen. Mają córkę Annę.